# Wasyl Symonenko
Wasyl Andrijowycz Symonenko (ukr. Васи́ль Андрі́йович Симоне́нко, ur. 8 stycznia 1935 w Bijiwcach, zm. 14 grudnia 1963 w Czerkasach) – ukraiński poeta, dziennikarz, działacz ukraińskiego ruchu oporu.

## Życiorys
Pochodzi z kołchozowej rodziny. Po zakończeniu szkoły średniej, w latach 1952–1957 zaczął studiować dziennikarstwo na Uniwersytecie Kijowskim. Od 1957 roku pracował w Czerkasach jako dziennikarz w redakcjach gazet, m.in. w dziale kulturalnym gazety „Czerkaśka Prawda” („Черкаська правда”), od 1960 kierował działem propagandy gazety „Mołod Czerkaszczyny” („Молодь Черкащини”), jako korespondent – „Robitnycza hazeta” („Робітнича газета”).

## Twórczość
Wiersze zaczął pisać w latach studenckich, ale niechętnie oddawał je do druku ze względu na sowiecką cenzurę. Za jego życia ukazał się tylko debiutancki tom wierszy Tysza i hrim (1962) oraz bajka Car Plaksij i Loskoton (1963). W tych latach dużą popularność zdobyły wiersze Symonenko. Ich tematem jest satyra sowieckiego ustroju (Hekroloh kukurudzianomu kaczanowi, Zlodij, Sud, Baljada pro zajszloho czolowika), przedstawiał obraz trudnego życia w Związku Radzieckim, szczególnie mieszkańców wsi (Duma pro szczastja, Odynoka matir), opisywał okrucieństwa sowieckiego despotyzmu (Brama, Granitni obelisky, jak meduzy). Innym ważnym cyklem są utwory, w których poeta wyraża miłość do swojej ojczyzny – Ukrainy (Zadywlajus’ u twoji zinyci, Je tysjaczi dorih, Ukrajins’kyj lew, Łebedi materynstwa, Ukrajini i inne.).
Emigracyjne wydawnictwo „Smołoskyp” nosi od 1964 roku imię poety.
W 1987 roku Związek Pisarzy Ukrainy ustanowił nagrodę literacką jego imienia za najlepszą książkę poetycką młodych autorów.
Jego poezje stanowią część antologii Bohdana Zadury 100 wierszy wolnych z Ukrainy (Biuro Literackie, Kołobrzeg 2022, ISBN 978-83-67249-06-5).

## Adaptacje filmowe
Ukraiński reżyser Ołeksandr Żerebko, tworząc twórczy tandem z Angeliną Diatłową, stworzył adaptację poezji Nie przyszedłeś do mnie z bajki lub ze snu (ukr. «Ти до мене прийшла не із казки чи сну») Wasyla Symonenki.

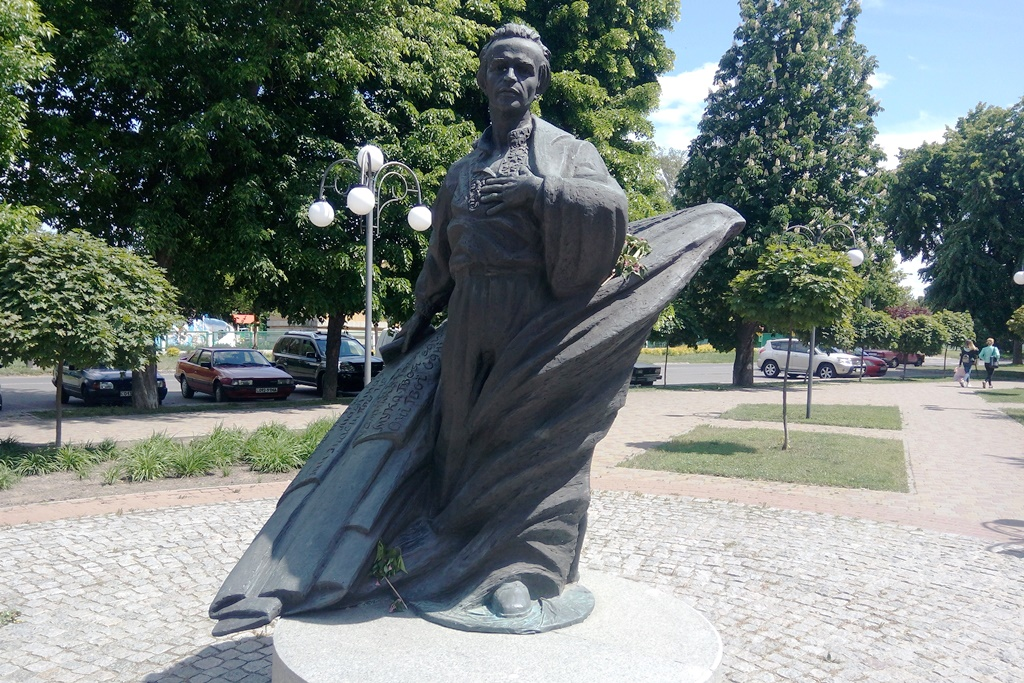
Pomnik Symonenki w Czerkasach.

### Utwory
- Tomiki poezji:

1. Tysza i hrim (Тиша і грім) 1962
2. Zemne tiażinnia (Земне тяжіння) 1964
3. Wyno z trojand ( Вино з троянд) 1965
4. Poeziji (Поезії) 1966
5. Izbrannaja lirika (Избранная лирика) 1968
6. Łebedi materynstwa (Лебеді материнства) 1981
7. tomik wybranych poezji 1985

- dwie książki dla dzieci